# Schlacht bei Piacenza
Europäischer Kriegsschauplatz:

Mollwitz* – Chotusitz* – Simbach – Dettingen – Toulon – Pfaffenhofen – Tournai – Fontenoy – Hohenfriedberg** – Soor** – Hennersdorf** – Kesselsdorf** – Brüssel – Piacenza – Namur – Roucourt – Kap Finisterre 1 – Lauffeldt – Assietta –  Bergen op Zoom – Kap Finisterre 2 – Maastricht
(*) Erster Schlesischer Krieg – (**) Zweiter Schlesischer Krieg
Indischer Kriegsschauplatz:

Erster Karnatischer Krieg
Amerikanischer Kriegsschauplatz:

War of Jenkins’ Ear – King George’s War
Die Schlacht bei Piacenza vom 16. Juni 1746 fand während des Österreichischen Erbfolgekriegs zwischen französisch-spanischen und österreichischen Truppen am Po nahe Piacenza (Italien) statt und endete mit einem österreichischen Sieg.

## Verlauf
Nachdem Österreich 1745 durch den Frieden von Dresden mit König Friedrich II. von Preußen den Zweiten Schlesischen Krieg beendet hatte, verstärkte es sein Engagement in Italien, wo den mit Savoyen verbündeten Österreichern eine Allianz aus Spaniern und Franzosen gegenüberstand. Die in einem Brückenkopf nördlich des Po bei Piacenza stehenden alliierten Truppen von 40.000 Mann unter den Generälen Gages und Maillebois griffen vom 16. Juni 1746 die etwa gleich starken Österreicher unter Feldmarschall Fürst Joseph Wenzel von Liechtenstein an, erlitten jedoch erhebliche Verluste und mussten sich schließlich auf das rechte Ufer des Po zurückziehen.
Zu den französischen Verlusten zählen die Maréchal de camps de Borstel und der Count de Tesse sowie den Brigadier Marquis de Lecure. Die Spanier verloren die Brigadiers Don Romei und Conde Du Chais.
Der spätere General Karl O’Donell von Tyrconell brachte im Namen des Fürsten Liechtenstein die eroberten Fahnen und Standarten nach Wien.

## Folgen
In der Folge gelang es den Österreichern schrittweise, Franzosen und Spanier zum Rückzug aus Oberitalien zu zwingen. Mit diesem Feldzug endete der Krieg in Italien. Die dortigen Erfolge stellten ein Gegengewicht zu den französischen Siegen im heutigen Belgien dar, wo die Verbünden 1746 bei Roucoux und 1747 bei Lauffeldt Niederlagen gegen die Franzosen hinnehmen mussten. Die eroberten Herzogtümer Parma, Piacenza und Guastalla gab Erzherzogin von Österreich und Königin u. a. von Ungarn und Böhmen Maria Theresia jedoch gegen die Rückgabe der von Frankreich besetzten Österreichischen Niederlande wieder auf.